# Cocktails (álbum)
Cocktails es el noveno álbum del rapero Too Short, lanzado el 24 de enero de 1995 por Jive Records. Fue certificado platino por la RIAA e incluye colaboraciones de 2Pac, Ant Banks y The Dangerous Crew. DJ Screw usó la base de la canción "Cocktales" en el freestyle de Lil Keke "Pimp Tha Pen".

## Lista de canciones
1. "Ain't Nothing Like Pimpin'"
2. "Cocktales"
3. "Can I Get A Bitch" (con Ant Banks)
4. "Coming up Short"
5. "Thangs Change" (con Malik & Jamal de Illegal & Baby DC)
6. "Paystyle"
7. "Giving Up The Funk" (con Ant Banks, Goldy & Pee Wee)
8. "Top Down"
9. "We Do This" (con MC Breed & 2Pac)
10. "Game" (con Old School Freddy B)
11. "Sample The Funk"
12. "Don't Fuck For Free"

## Posiciones en lista

### Álbum
| Lista                  | Posición |
| ---------------------- | -------- |
| Billboard 200          | #6       |
| Top R&B/Hip-Hop Albums | #1       |

### Sencillos
Cocktails
| Lista                            | Posición |
| -------------------------------- | -------- |
| Hot R&B/Hip-Hop Singles & Tracks | #43      |
| Hot Rap Singles                  | #3       |
| Billboard Hot 100                | # 69     |

Paystyle
| Lista           | Posición |
| --------------- | -------- |
| Hot Rap Singles | #29      |

- Datos: Q3279098